# X-Large
X-Large（エクストラ・ラージ）は、アメリカ合衆国のファッション・ブランド、洋服店である。

## 概要
カリフォルニア州ロサンゼルスに拠点を置いている。1991年、イーライ・ボナーズとアダム・シルヴァーマンによって設立された。その後、ニューヨーク、東京都、シアトル、トロントなどにも店舗を展開している。
2019年12月に音楽レーベル「XLARGE RECORDS」を発足した。

## 派生

### X-Girl
姉妹ブランドのX-Girlは、1993年、キム・ゴードンとデイジー・ヴォン・ファースによって設立された。1994年に開催されたX-Girlの最初のファッション・ショーはソフィア・コッポラとスパイク・ジョーンズがプロデュースした。X-Girlのブランドの顔としてクロエ・セヴィニーが知られている。1998年、X-Girlは日本企業のB's Internationalに売却された。

### PLUS L by XLARGE
2015年にはパラレルラインとして「PLUS L by XLARGE」が発足し、江川芳文がディレクターとなった。